# Staurastrum unicorne
Staurastrum unicorne là một loài Song tinh tảo trong họ Desmidiaceae, thuộc chi Staurastrum.